# Палуцкас, Гинтаутас
Ги́нтаутас Палу́цкас (лит. Gintautas Paluckas; род. 19 августа 1979, Паневежис, Литовская ССР, СССР) — литовский государственный и политический деятель. Премьер-министр Литвы с 12 декабря 2024 года по 4 августа 2025 года. В прошлом — вице-мэр Вильнюса (2015—2019), депутат Сейма от Социал-демократической партии Литвы (2020—), председатель Социал-демократической партии Литвы (2017—2021, 2025). В 2024 году, как заместитель председателя партии, Палуцкас участововал в выборах в Сейм, которые выиграла ЛСДП. В результате был назначен Премьер-министром Литвы.

## Биография
Гинтаутас Палуцкас родился 19 августа 1979 года в Паневежисе. Его отец работал инженером, а мать — экономистом. В 1997 году Палуцкас окончил гимназию Юозаса Бальчикониса в Паневежисе. В 2003 году стал выпускником факультета математики и информатики Вильнюсского университета, в 2004 году там же окончил Международную бизнес-школу. С 2004 года обучался на юридическом факультете Вильнюсского университета.

## Политическая карьера
Короткий период юности Палуцкас идентифицировал себя консерватором и был участником Лиги молодых консерваторов, молодежного крыла Союза Отечества — Христианских демократы Литвы. С 2003 года член Социал-демократической партии Литвы.
С 2003 года по 2005 год Палуцкас работал главным специалистом литовского Фонда государственного социального страхования (Sodra). C 2005 года был помощником депутата Европейского парламента Юстаса Палецкиса. С 2007 по 2009 год работал директором Администрации Вильнюсского городского самоуправления.
С 2013 года Палуцкас был исполнительным секретарём Социал-демократической партии Литвы.
С 2015 года по 2019 год Палуцкас работал вице-мэром Вильнюса. Во время пика Европейского миграционного кризиса 2015 года он предложил городу рассмотреть возможность создания групп арабского языка в детских садах для размещения прибывающих беженцев.

### Лидер Социал-демократической партии
В 2017 году Палуцкас победил на внутрипартийных выборах Миндаугаса Синкявичюса, который тогда был Министром экономики Литвы, и возглавил ЛСДП. Во время выборов член партии Аркадиюс Винокурас сообщил о своих подозрениях в фальсификации выборов в Пасвалисе, Акмяне, Вилкавишкисе и Расейняе. Избирательный штаб Миндаугаса Синкявичюса подал жалобу на голосование из-за нарушений в отделении партии в Молетай. Наблюдатель на выборах пожаловался на систематическое нарушение, которое позволило другим людям проголосовать за отсутствующих членов партии. Они требовали отмены некоторых результатов. 
После выборов руководства ЛСДП, партия решила выйти из правящей коалиции, проведя опрос всех своих членов. В результате решения большинство депутатов Сейма из ЛСДП вышли из партии, чтобы сформировать новую — Социал-демократическую рабочую партию Литвы, и остались в правящей коалиции. По словам бывшего лидера партии и премьер-министра Литвы Альгирдаса Буткявичюса, Палуцкас начал разделять членов партии на своих и чужих, а затем расколол партию и следил за теми, кто поддерживал его партийного соперника Миндаугаса Синкявичюса на выборах лидера партии.
Палуцкас был переизбрал лидером ЛСДП в 2019 году.
В 2019 году Палуцкас участвовал в парламентских довыборах по Жирмунайскому округу Вильнюса. Мандат получила Аушра Малдейкене, но отказалась от него после избрания в Европарламент. В итоге кресло получила Пауле Кузьмицкене, получившая 52,03 % голосов. За Палуцкаса отдали голос 46,98 % избирателей. Причиной своего поражения Палуцкас назвал низкую явку в день голосования.

### Выборы в Сейм 2020 года
В 2020 году Палуцкас стал членом Сейма Литвы. Он финишировал вторым в одномандатном округе в Утене после пересчёта голосов, поскольку получил точно такое же количество голосов, как и его оппонент при первоначальном подсчёте. При этом Палуцкас гарантировал себе место в Сейме, пройдя по партийному списку. 
Однако после парламентских выборов 2020 года, на которых ЛСДП сократила количество своих мест, — с семнадцати до тринадцати, — Палуцкас подвергся критике за результаты партии. Он также столкнулся с критикой за своё решение поддержать кандидатов от Литовского союза крестьян и зеленых во втором туре выборов. Первоначально он заявил о своей готовности принять участие в выборах руководства партии в 2021 году.

### Отставка
22 января 2021 года Палуцкас ушёл с поста лидера ЛСДП в ответ на оценку совета партии о том, что результаты выборов в Сейм Литвы 2020 года были неудовлетворительными и что его лидерство не соответствовало ожидаемым стандартам.

### Выборы в Сейм 2024 года
Палуцкас участвовал в Выборах в Сейм Литвы 2024 года в качестве заместителя председателя партии. Несмотря на то, что он занял третье место по одномандатному округу в Утене, Палуцкас гарантировал себе место в Сейме из-за распределения мандатов по партийным спискам. 

### Выдвижение на пост Премьер-министра Литвы
30 октября 2024 года Вилия Блинкявичюте, лидер Социал-демократической партии, заявила на пресс-конференции, что не будет кандидатом партии на пост премьер-министра. Блинкявичюте сообщила, что президиум партии принял решение выдвинуть Палуцкаса в качестве кандидата на пост премьер-министра Литвы.
На протяжении всей кампании Блинкявичюте выражала свою заинтересованность в том, чтобы занять пост премьер-министра, если ее партия добьется успеха. Однако на пресс-конференции она сослалась на личные соображения, включая возраст и здоровье, как на факторы, повлиявшие на ее решение отказаться от этой роли. Она подтвердила своё намерение завершить свой срок полномочий в качестве члена Европейского парламента, который продлится до 2029 года.
Президиум Социал-демократической партии единогласно принял решение о выдвижении Палуцкаса. По словам Блинкявичюте, Палуцкас был выбран из-за его обширного опыта как в местном самоуправлении, так и в национальной политике. Также было отмечено, что Палуцкас получил значительную общественную поддержку, за него проголосовали 60 000 жителей Литвы. Согласно официальным данным выборов, Палуцкас получил 58 827 голосов за первое место, что поставило его на второе место в партийном списке, после Блинкявичюте, которая лидировала с 91 526 голосами, и впереди Юозаса Олекаса, который занял третье место с 48 470 голосами.
Во время той же пресс-конференции Палуцкас объявил о своем намерении продолжить консультации относительно формирования левоцентристской коалиции. Он подтвердил планы продолжить обсуждения с политическими группами, ранее отклонёнными Блинкявичюте, включая националистическую партию «Заря Немана».
Президент Гитанас Науседа подтвердил, что был заранее проинформирован о решении Блинкявичюте не выдвигать свою кандидатуру. Науседа также подтвердил, что ему известны обстоятельства, которые могли бы помешать Блинкявичюте занять пост премьер-министра. Науседа отказался назвать эти обстоятельства, заявив, что это было бы неэтично.

#### Мнения оппозиции
31 октября премьер-министр Ингрида Шимоните заявила, что у Палуцкаса нет достаточного опыта в исполнительной власти. Шимоните также прокомментировала, что у Палуцкаса ограниченный опыт, приобретенный в основном во время работы в администрации городского самоуправления Вильнюса. Она также подчеркнула, что у Палуцкаса есть судимость за злоупотребление государственной должностью. 30 октября спикер Сейма Виктория Чмилите-Нильсен заявила, что решение Блинкявичюте о выдвижении Палуцкаса неприемлемо, поскольку оно подрывает доверие к обязательствам, взятым во время избирательной кампании.

#### Точки зрения коалиции
Линас Кукурайтис, представляющий Союз демократов «За Литву», похвалил Палуцкаса, отметив его профессионализм и приверженность политическому диалогу, а также его связи с неправительственными организациями и профсоюзами Литвы. Его также похвалил Ремигиюс Мотузас, выступавший от Социал-демократической партии Литвы, заявив, что «своей настойчивой работой в Сейме в течение последнего парламентского срока он наглядно продемонстрировал, что даже в оппозиции можно многое сделать и реализовать собственные приоритеты».
21 ноября Палуцкас был избран Сеймом на пост премьер-министра 88 голосами. «За» проголосовали все члены парламентской коалиции, а также Артурас Зуокас и Виталиюс Шершнёвас.

#### Отставка
31 июля 2025 года Палуцкас объявил о своём намерении уйти в отставку с поста премьер-министра на фоне скандалов вокруг его семейного бизнеса. 4 августа он официально объявил о своей отставке на заседании кабинета министров, подав президенту Гитанасу Науседе заявление о своём уходе. В тот же день Науседа принял отставку Палуцкаса и его правительства, поручив министру финансов Римантасу Шаджюсу временно исполнять обязанности премьер-министра до назначения нового правительства.

## Уголовное преследование
7 декабря 2010 года Первый районный суд города Вильнюса признал Палуцкаса виновным в злоупотреблении и приговорил его к двум годам лишения свободы с отсрочкой исполнения приговора на один год, обязав его не покидать место жительства более семи дней без согласия надзорного органа. Суд установил, что Палуцкас злоупотребил служебным положением во время публичного тендера на услуги по уничтожению грызунов в Вильнюсе. Палуцкасу было предписано выплатить более пятидесяти семи тысяч литов ущерба муниципалитету города Вильнюса.
В 2012 году приговор Первого районного суда города Вильнюса был признан окончательным и не подлежащим обжалованию решением Верховного суда Литвы. Палуцкас был признан виновным в злоупотреблении служебным положением при непрозрачном тендере на государственные закупки.

## Личная жизнь
Гинтаутас Палуцкис женат на Илме Палуцке. У них есть двое детей. На 2023 год Палуцкас был вторым богатейшим членом Сейма с активами в размере 2,13 млн евро.
Помимо родного литовского языка, он свободно владеет английским, неплохо говорит по-русски, а также владеет базовыми испанским и португальским языками. Среди его хобби рыбалка, игра в баскетбол, выращивание цыплят и уток. Палуцкас является членом Союза стрелков Литвы.
Он является автором нескольких статей и политических обзоров в национальной прессе.